# 内田美希
内田 美希（うちだ みき、1995年2月21日 - ）は、日本の元競泳選手。群馬県明和町出身。
自由形を専門とする女子競泳選手であった。

## 経歴
水泳は姉の影響で4歳の時にスウィン館林で始めた。明和中学1年の時にそれまでのバタフライから自由形に転進した。3年の時には全国中学校水泳競技大会自由形50mで優勝を飾った。関東学園大附属高校に進むと、1年の時にインターハイと短水路選手権の50mで優勝した。2年のインターハイでは50mで2連覇した。3年の時には日本選手権の50mと100mで3位に入り、2012年ロンドンオリンピックのフリーリレー代表メンバーに選ばれた。ジャパンオープンでは50mは25秒33で優勝、100mは55秒07で2位とそれぞれ高校新記録を樹立した。ロンドンオリンピックの4×100mフリーリレーでは7位入賞を果たした。インターハイでは50mで3連覇を達成すると、100mでも優勝を遂げた。2013年にはロンドンオリンピック400m個人メドレー3位の萩野公介や200m平泳ぎ世界記録保持者の山口観弘らとともに東洋大学に進んで、平井伯昌の指導を受けることになった。日本選手権では50mと100mで優勝して世界選手権代表に選ばれた。世界選手権では4×100mフリーリレーで7位となった。学生選手権と短水路選手権では50mと100mで優勝した。2年の時には日本選手権の50mと100mでそれぞれ2連覇を達成すると、ジャパンオープンの50mと100mでも優勝した。またこの大会では50mバタフライでも優勝を飾った。学生選手権でも50mと100mを連覇した。特に50mでは2001年に源純夏が記録した25秒14を実に13年ぶりに更新する25秒02の日本記録を樹立した。アジア大会の50mは2位、100mは3位だったものの、4×100mメドレーリレーでは優勝を飾った。世界短水路選手権では4×100mメドレーリレーで3位に入った。2015年の日本選手権50m自由形では準決勝で24秒97の日本記録を樹立するなどして優勝を飾った。また、100mでも3連覇を達成した。世界選手権にはリレー代表で選出された。世界選手権では100m自由形で12位にとどまった。学生選手権では3年連続で50mと100m自由形を制した。50mでは24秒96と日本記録を0.01ながら更新した。10月のワールドカップ東京大会では、50m自由形で日本記録を再び0.01ながら更新する24秒95で2位になった。
2016年4月の日本選手権では100m自由形で個人の派遣標準記録は切れなかったものの、日本新記録となる53秒88で優勝して400メートルリレーの2016年リオデジャネイロオリンピック代表に選出された。この際に、「個人のタイムを切れず悔しい気持ちの方が強い。でも今日は勝ちにこだわってきたのでうれしいです」と語った。8月のリオデジャネイロオリンピックでは100m自由形で14位、4×100mメドレーリレーでは予選で敗れたが、4×100mフリーリレーでは8位に入った。9月の学生選手権では4年連続で50mと100mの2冠を達成した。続いて国体の50mで優勝すると、現役引退を表明した。2017年からは一般企業に就職して第2の人生を歩むという。

## 主な戦績
(全て自由形での成績)
- 2009年 - 日本選手権　50m　5位
- 2009年 - 日豪対抗選手権　ユースの部　50m　2位  100m　4位　200m　6位
- 2009年 - 全国中学校水泳競技大会　50m　優勝　100m　2位
- 2010年 - 短水路選手権　50m　5位
- 2010年 - 日本選手権　50m　4位　100m　8位
- 2010年 - インターハイ 50m　優勝
- 2011年 - 短水路選手権　50m　優勝
- 2011年 - 競泳国際大会代表選手選考会　50m　3位
- 2011年 - ジャパンオープン　50m　2位　100m　3位
- 2011年 - インターハイ　50m　優勝　100m　2位
- 2012年 - 日本選手権　50m　3位　100m　3位
- 2012年 - ジャパンオープン　50m　優勝　100m　2位
- 2012年 - インターハイ　50m　優勝　100m　優勝
- 2012年 - ロンドンオリンピック　4×100mフリーリレー　7位
- 2012年 - 世界短水路選手権　50m　9位
- 2013年 - 日本選手権　50m　優勝　100m　優勝　200m　3位
- 2013年 - ジャパンオープン　50m　優勝　100m　2位
- 2013年 - 世界選手権　4×100mフリーリレー　7位
- 2013年 - 学生選手権　50m　優勝　100m　優勝
- 2014年 - 短水路選手権　50m　優勝　100m　優勝　50m(バタフライ)　2位
- 2014年 - 日本選手権　50m　優勝　100m　優勝
- 2014年 - ジャパンオープン　50m　優勝　100m　優勝　50m(バタフライ)　優勝
- 2014年 - パンパシフィック水泳選手権　100m　7位　4×100mフリーリレー　3位　4×100mメドレーリレー　4位
- 2014年 - 学生選手権　50m　優勝　100m　優勝
- 2014年 - アジア大会　50m　2位　100m　3位　4×100mフリーリレー　2位　4×100mメドレーリレー　優勝
- 2014年 - 世界短水路選手権　4×100mメドレーリレー　3位
- 2015年 - 日本選手権　50m　優勝　100m　優勝
- 2015年 - 世界選手権　100m　12位
- 2015年 - 学生選手権　50m　優勝　100m　優勝
- 2015年 - ワールドカップ東京大会　50m自由形　2位　100m自由形　2位　50mバタフライ　2位
- 2016年 - 日本選手権　100m　優勝
- 2016年 - ジャパンオープン　50m　優勝　100m　2位
- 2016年 - リオデジャネイロオリンピック　4×100mフリーリレー　8位
- 2016年 - 学生選手権　50m　優勝　100m　優勝
- 2016年 - 国体　50m　優勝

## 自己ベスト

### 長水路
- 50m自由形　24秒95
- 100m自由形　53秒88
- 200m自由形　2分01秒36
- 50mバタフライ　26秒20

### 短水路
- 50m自由形　24秒22（日本記録）
- 100m自由形　51秒83（日本記録）
- 200m自由形　1分57秒38